# 犬神博士
『犬神博士』（いぬがみはかせ）は、夢野久作の長編小説。「福岡日日新聞」に1931年（昭和6年）9月23日から1932年（昭和7年）1月26日まで連載された。新聞連載の事情で未完で終わっている。

## あらすじ
新聞記者が、ある変わった男の取材に来る。男の本名は大神二瓶というのだが、様々なあだ名を持ち、その中には、予言がよく当たるさまが犬神のようだというので、犬神博士というものもあった。
どこでそのような神通力を得たのか尋ねられた犬神博士は、どうやら実の両親ではないらしい男女二人に連れられ、大道芸人をしていた幼少期を語りだす。珍妙な冒険譚が始まる。

## 影響
夢野の出身地である福岡県で国粋主義結社「玄洋社」と地元ヤクザ組織との間で炭鉱利権の獲得競争から生じた抗争が明治20年代にあり、物語はこの抗争をモデルにしたものである。もっとも小説では、「玄洋社」が、警察及びそれと結ぶヤクザ組織と争う形となっているが、事件当時の頃の県知事は肥後出身の安場保和で玄洋社と近く、実際には「玄洋社」のほうが警察の後押しを受けている。しかし、この小説の影響で、しばしば「玄洋社」が地元資本のために藩閥政府や中央財閥に抗して警察と闘ったかのように誤解されることも多い。

## その他
丸尾末広によって漫画化されている『犬神博士』と本作は関係ない。

## 収録書籍
絶版を含む。
- 犬神博士（角川文庫）[7]
- 夢野久作全集5（三一書房）
- 夢野久作全集〈5〉（ちくま文庫）[8]
- 定本　夢野久作全集  第２巻（国書刊行会）[9]
- 爆弾太平記 (現代教養文庫 885 夢野久作傑作選 5) [10]